# Michael Denga
Michael Nikolaus Denga (* 1988) ist ein deutscher Rechtswissenschaftler und Hochschullehrer.

## Leben
Michael Denga studierte Rechtswissenschaften in Berlin und schloss dies 2012 mit dem ersten Staatsexamen ebendort ab. Es folgten Masterstudiengänge an der Université Paris II und am King’s College London. 2014 promovierte er bei Artur-Axel Wandtke an der Humboldt-Universität zu Berlin im kollektiven Urheberrecht. 2016 folgte das zweite Staatsexamen. Anschließend war er als Rechtsanwalt in der Kanzlei Hengeler Mueller tätig.
Von 2018 bis 2022 war er wissenschaftlicher Mitarbeiter am Lehrstuhl für Bürgerliches Recht sowie Deutsches, Europäisches und Internationales Privat- und Wirtschaftsrecht bei Stefan Grundmann an der Humboldt-Universität zu Berlin.
Mit seiner Habilitation 2022 erlangte er die Lehrbefähigung für die Fächer Bürgerliches Recht, Wirtschaftsrecht, Immaterialgüterrecht, IT-Recht und Europäisches Privat- und Wirtschaftsrecht.
Vom Sommersemester 2022 bis zum Wintersemester 2024/2025 vertrat Michael Denga einen Lehrstuhl für Bürgerliches Recht und Wirtschaftsrecht an der Universität Halle-Wittenberg, sowie zusätzlich im Wintersemester 2023/2024 einen Lehrstuhl für Bürgerliches Recht und Wirtschaftsrecht an der Universität Regensburg. Er war Fellow am Weizenbaum-Institut für die vernetzte Gesellschaft und an der European New School of Digital Studies.
Seit seiner Berufung zum Professor zum Sommersemester 2025 hat er den Lehrstuhl für Bürgerliches Recht und Wirtschaftsrecht an der BSP Business and Law School Berlin inne.

## Forschungsschwerpunkte
Denga widmet sich in seinen Forschungen neben dem Bürgerlichen Recht insbesondere dem Deliktsrecht. Im Wirtschaftsrecht liegen seine Forschungsschwerpunkte im Recht der Startups, dem Genossenschaftsrecht,  bei Grundfragen des Personengesellschaftsrechts und des Kapitalmarktrechts. Ein besonderer Fokus liegt auf der Technologieregulierung, bei welcher er zu den Themenbereiche Daten, Plattformen und Künstlicher Intelligenz forscht.

## Veröffentlichungen (Auswahl)
- Legitimität und Krise urheberrechtlicher Verwertungsgesellschaften – Kollektive Rechtewahrnehmung zwischen Utilitarismus und Demokratie, Baden-Baden, 2015, ISBN 978-3-8487-1907-5.
- Im Auftrag des BMJV, im Rahmen der Blockchain-Strategie der Bundesregierung, 2020: Blockchain-Anwendungen im Gesellschaftsrecht (open access); gemeinsam mit Philipp Maume, Sebastian Steinhorst, Mathias Fromberger und Markus Kaulartz.
- Zurechnung – Vom Trennungsprinzip zum Mehrebenensystem, Tübingen, 2022, ISBN 978-3-16-161615-0.
- Transaktionsgebühren der Blockchain – Zugleich ein Beitrag zur Zurechnung in IT-Systemen, ZBB 2022, 298–310.
- Unternehmensberatungsverträge, ZHR 186 (2022), 543–585.
- Handelsbräuche bei Wagniskapitalfinanzierungen, ZGR 2021, 725–764.
- FRAND-Prinzipien im Vertragsrecht – am Beispiel von AI as a Service, JZ 2025, 243–252; gemeinsam mit Sam Walsh.